# Goornong
Goornong – miasto w Australii, w stanie Wiktoria.